# Lluís-Xavier Gonzàlez i Villaró
Lluís-Xavier Gonzàlez i Villaró (Valladolid, 23 de setembre de 1977) és un polític català, fou primer tinent d'alcalde de Solsona així com regidor de Promoció Econòmica, Participació, Comunicació i Noves Tecnologies i Esports, amb una dedicació parcial a l'Ajuntament. És llicenciat en Investigació i tècniques de mercat (ITM) i diplomat en Estadística, en tots dos casos per la Universitat de Barcelona.

## Carrera política
Lluís-Xavier Gonzàlez és militant d'Esquerra Republicana de Catalunya. A les eleccions municipals de 2011, celebrades el 22 de maig, es presentà com a segon cap de llista d'ERC a Solsona. La candidatura en la que participava obtingué 7 regidors a l'Ajuntament dels 13 que conformen el Ple, aconseguint la majoria absoluta amb 1.884 vots. Es tractava d'un fet històric, per primera vegada, a Solsona, Esquerra Republicana era el partit més votat. I l'11 de juny de 2011 van prendre possessió de l'alcaldia.
Va ser designat 1r tinent d'alcalde del consistori, així com regidor de Promoció Econòmica, Participació, Comunicació i Noves Tecnologies i Esports A artir del mes d'octubre de 2014 va deixar les regidories de Comunicació i Noves Tecnologies i Participació.
Fou un dels impulsors del Pla director de promoció econòmica de Solsona, englobat dins l'anomenat SolsonaCO, a través del qual s'organitzaren xerrades, i recollida de propostes dels habitants de la ciutat, etc., i que per a Lluís-Xavier, constituïa una bona manera de buscar la solució a la crisi financera. Segons les seves mateixes paraules aquest procés participatiu durarà un any i la idea és obtenir com a resultat un pla d'accions concret on hi estaran representades i prioritzades les accions que han de dur a terme tant les institucions públiques com també els ens privats per permetre la recuperació de la situació econòmica.

## Àmbit associatiu
Àmpliament vinculat al teixit associatiu de la ciutat de Solsona, ha estat vinculat fortament amb entitats esportives com el Club Bàsquet Solsona (del que en fou jugador i entrenador, a més de formar part de la junta de l'entitat) o el Centre Excursionista del Solsonès, i també ha format part de la junta del Consell Esportiu del Solsonès. Va participar en la fundació de la plataforma Volem Decidir, i va ser un dels coordinadors de la consulta que es va celebrar a Solsona el 13 de desembre de 2009.